# Thierry Moungalla
Thierry Lézin Moungalla est un homme politique et avocat franco-congolais né le 15 avril 1965 à Paris. Il est ministre de la Communication et des Médias ainsi que porte-parole du gouvernement congolais depuis le août 2015. Il fut auparavant ministre des Postes et Télécommunications (2007-2015).

## Biographie

### Jeunesse et études
Thierry Moungalla naît le 15 avril 1965 à Paris, dans une famille congolaise aisée originaire de la Lékoumou. Il étudie le droit à l'université Paris-XII, et devient avocat de formation. Durant ses études, il décroche un job étudiant dans le domaine du télémarketing. 

### Carrière politique
Il commence sa carrière politique pendant l'élection présidentielle de 2002 aux côtés d'André Milongo (ancien Premier ministre). La même année, il se présente aux élections législatives, mais ne réussit pas à se faire élire. En 2004, il est nommé conseiller spécial du président Denis Sassou N'Guesso. 
Élu député indépendant de M'Filou (7e arrondissement de Brazzaville) en août 2007, il fait son entrée au gouvernement 4 mois plus tard, étant nommé ministre des Postes et Télécommunications en décembre 2007. Chargé de la communication du Président, il est reconduit dans ses fonctions ministérielles après la réélection de ce dernier en 2009. Lors des élections législatives de 2012, il est élu député de Sibiti, dans le département de la Lékoumou.  
Ses adversaires politiques l'ont souvent attaqué de manière virulente sur son albinisme, notamment lors des législatives de 2007 et 2012. Il détourne cependant parfois ces attaques à son avantage, ayant notamment repris une phrase de l'homme politique chinois Deng Xiaoping, qu'il a transformée en fable : « Peu importe que le chat soit noir ou blanc pourvu qu’il attrape les souris »,. 
Lors du référendum constitutionnel de 2015, il milite en faveur de la nouvelle Constitution, qui sera adoptée le 25 octobre 2015.  
Le 10 août 2015, il est nommé ministre de la Communication et des Médias, chargé des relations avec le Parlement, ainsi que porte-parole du gouvernement. Il est reconduit à ses fonctions dans les gouvernements Mouamba I, Mouamba II et Makosso.

### Vie privée
Marié et père de 4 enfants, il partage sa vie entre le Congo et la France. Il se rend souvent à Rouen (Normandie), où il fréquente une église de réveil (évangélique).